# 鳴門市
鳴門市（なるとし）は、四国の東端、徳島県の北東端に位置し、鳴門海峡の西側に位置する市。
兵庫県神戸市方面に通じる神戸淡路鳴門自動車道の四国側玄関口である。1947年（昭和22年）市制施行。

## 概要
淡路島との間には鳴門海峡がありメッシーナ海峡やセイモア海峡と並んで「世界三大潮流」とされている。鳴門海峡を境にした干満差と海底地形によって生じる渦潮は「鳴門の渦潮」として知られる。鳴門海峡周辺は鳴門公園として整備が行われており、1931年（昭和6年）に史跡名勝天然記念物、1950年（昭和25年）に瀬戸内海国立公園への編入が行われ、鳴門の渦潮は日本の音風景100選にも選ばれている。
ドイツ館など多数の観光地を抱える徳島県下有数の観光都市であると同時に、地元発祥の大塚グループ関連の工場や企業、施設が多数立地する企業城下町としての側面も持ち合わせている。
第一次世界大戦当時には、板東俘虜収容所と呼ばれたドイツ人の収容所があり、日本で初めてベートーヴェンの交響曲第9番の演奏が行われた。また、大麻地区には四国八十八箇所霊場の1番札所である霊山寺と2番札所の極楽寺があり、季節を問わず、白衣を着た遍路の姿が絶えない。特産品として、鳴門金時や鳴門わかめなどが有名である。

## 地理

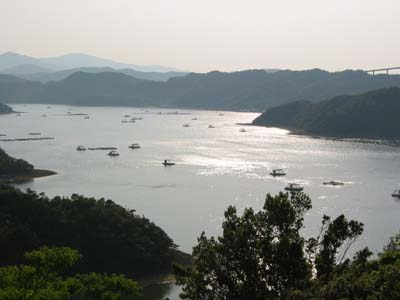
鳴門スカイライン展望台から臨むウチノ海

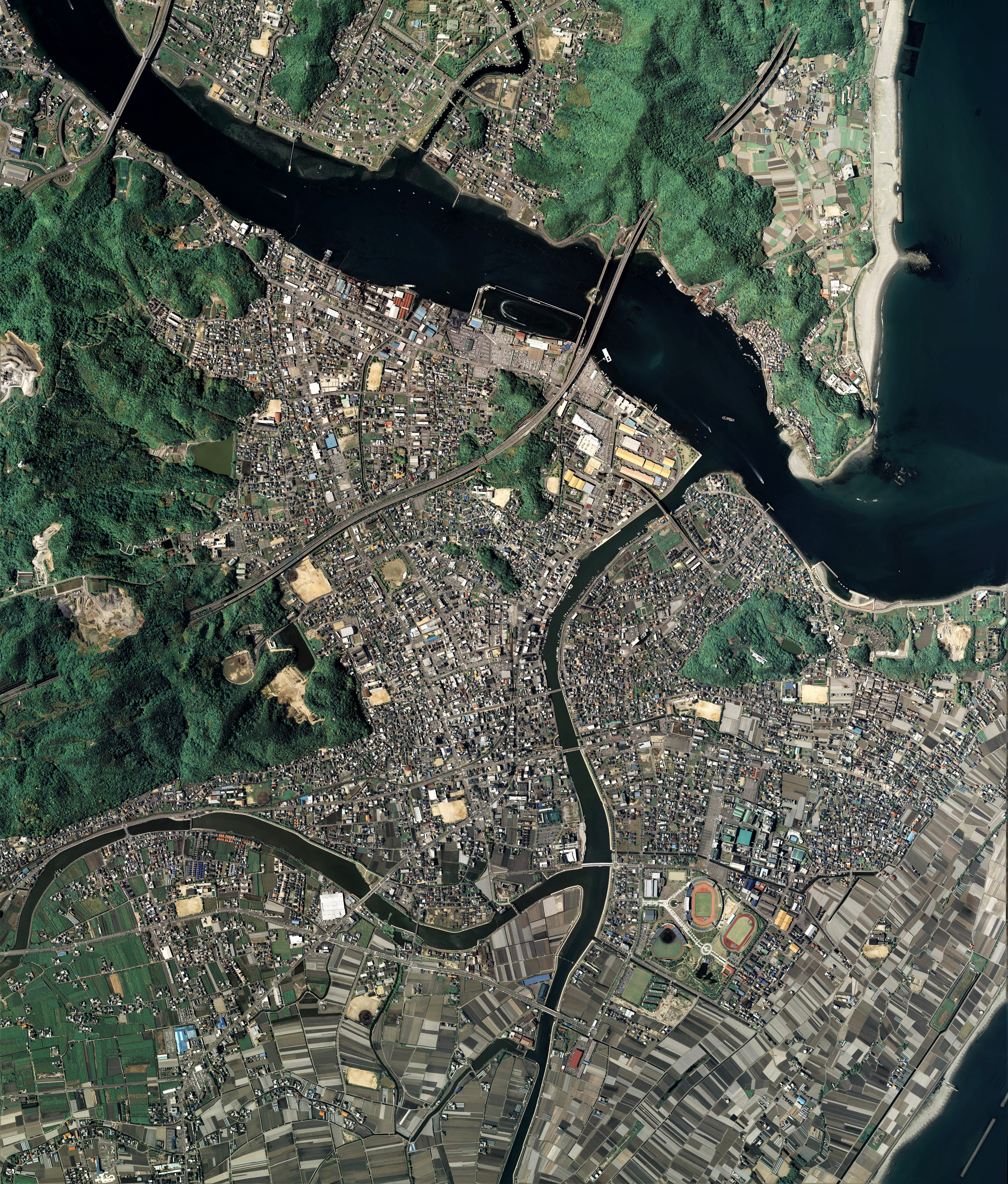
鳴門市中心部周辺の空中写真。
2009年5月9日撮影の18枚を合成作成。。

徳島県の北東部に位置し、鳴門海峡を隔てて、淡路島の南あわじ市福良と向かい合う。市は四国本島と大毛島、高島、島田島から成り、市の南側の市町境付近には旧吉野川が流れている。土地は市の北西地域が阿讃山脈の最東部に位置している事から全体的に山地の比率が高い。
瀬戸内海式気候で南風が当たりにくく、徳島県にありながら降雨量が少ない。また、撫養では1923年（大正12年）8月6日に、国内の最高気温とも言われる42.5℃を記録した。これは気象庁の観測所ではなく気象庁から観測を委託されていた区内観測所（当時の板野郡役所）で記録されたもので非公式記録ではあるが、気象庁監修の『気象年鑑』（2007年版以前）にも掲載されていた。

### 隣接している自治体
- 板野郡：藍住町、板野町、北島町、松茂町
- 香川県東かがわ市

### その他
- 山：大麻山、天円山、袴腰山、金光山、棒杭山、妙見山、鳴門山、大毛山、三ツ石山、花見山、いわし山、ぼら山
- 川：旧吉野川、撫養川、新池川、大谷川、第二大谷川、板東谷川、樋殿谷川、寺前谷川、明神川、櫛木川、粟田川、大浦川、折野川、大須川、あいの水尾川
- 海：瀬戸内海（播磨灘）、鳴門海峡、小鳴門海峡、ウチノ海、スクノ海、紀伊水道
- 島：大毛島、島田島、高島、飛島、裸島、鏡島

## 歴史

### 市名の由来
「鳴門」は渦潮の轟音が鳴る瀬戸（迫門、狭門、湍門）の意で、近世以前は「鳴戸」表記も見られたが、近代以降は稀である。
3町1村の新設合併により発足する際、中心市街の撫養町と渦潮観光の鳴門町との間で新市名の調整が難航し、撫養鳴門市の折衷案も出たが、鳴南市（めいなんし）とすることで妥協した。しかし、この市名は市民から不評で、わずか2ヶ月で鳴門市と改称するに至った。なお、市制によって市制施行が行われた最後の市である。

### 沿革
- 1947年（昭和22年）
  - 3月15日 - 板野郡撫養町・瀬戸町・鳴門町・里浦村が新設合併し、鳴南市が発足。
  - 5月15日 - 鳴門市に改称。
  - 11月7日 - 市章を制定する[4]。
- 1948年（昭和23年）
  - 2月 - 鳴門競馬場が開場。
  - 7月3日 - 鳴門市民歌を制定。
- 1950年（昭和25年）
  - 3月27日 - 市内に昭和天皇が行幸（昭和天皇の戦後巡幸）。鳴門高等学校校庭に鳴門市奉迎場を設けて天皇を迎えた[5]。
  - 8月 - 徳島県立鳴門高等学校野球部が第32回全国高等学校野球選手権大会に初出場。
- 1953年（昭和28年）
  - 4月24日 - 鳴門競艇場が開場。
  - 7月31日 - 鳴門競馬場が閉場。
  - 10月 - 鳴門市営球場が完成。
  - 11月 - 旧鳴門競馬場を土地所有者に返還。
- 1955年（昭和30年）2月11日 - 板野郡大津村を編入。
- 1956年（昭和31年）9月30日 - 板野郡北灘村を編入。
- 1961年（昭和36年）
  - 7月30日 - 小鳴門橋が開通。
  - 11月3日 - 鳴門市市民会館が開館。
- 1963年（昭和38年）
  - 3月 - 鳴門市役所本庁舎（2代目）が完成。
  - 4月1日 - 鳴門市立鳴門工業高等学校が開校。
- 1964年（昭和39年）3月 - 徳島県立鳥居龍蔵記念博物館が開館。
- 1967年（昭和42年）1月1日 - 板野郡大麻町を編入。
- 1970年（昭和45年）3月1日 - 日本国有鉄道（現・四国旅客鉄道）鳴門駅が200m延伸して現位置に移転開業。
- 1973年（昭和48年）
  - 3月 - 鳴門市立鳴門工業高等学校野球部が第45回選抜高等学校野球大会に初出場。
  - 8月 - 鳴門市立鳴門工業高等学校野球部が第55回全国高等学校野球選手権大会に初出場。
- 1974年（昭和49年）4月26日 - ジャスコ鳴門店が開店。
- 1980年（昭和55年） - 鳴門市立図書館が開館。
- 1981年（昭和56年）
  - 3月31日 - 鳴門市島田小学校室分校が閉校。
  - 10月1日 - 鳴門教育大学が開校。
- 1982年（昭和57年）5月15日 - 鳴門市文化会館が開館。
- 1984年（昭和59年）1月 - 鳴門地域地場産業振興センターが開館。
- 1985年（昭和60年）6月8日 - 大鳴門橋を含む本四連絡道路（現・神戸淡路鳴門自動車道）西淡仮出入口 - 鳴門北ICが開通。鳴門と淡路島が直結した。
- 1987年（昭和62年）5月23日 - 本四連絡道路（現・神戸淡路鳴門自動車道）鳴門北IC - 鳴門IC間が開通。
- 1989年（平成元年）
  - 3月18日 - トポス鳴門店が開店。
  - 4月 - エスカヒル鳴門が完成。
- 1992年（平成4年）8月29日 - 第48回国民体育大会陸上競技リハーサル大会が徳島県鳴門総合運動公園陸上競技場で開催される。
- 1993年（平成5年）9月5日 - 第48回国民体育大会夏季大会・秋季大会が開催される（～10月29日）。
- 1995年（平成7年）
  - 1月17日 - 阪神・淡路大震災が発生し、重軽傷者や住宅全半壊の被害を受けた[6]。
  - 8月31日 - トポス鳴門店が閉店。
- 1996年（平成8年）
  - 4月1日 - 鳴門市体操場（2代目）が大津町備前島に新築移転。
  - 4月 - パワーシティ鳴門が開店。
- 1998年（平成11年）
  - 2月2日 - 小鳴門大橋が開通。
  - 3月21日 - 大塚国際美術館が開館。
  - 11月15日 - 第18回全国豊かな海づくり大会が開催される。
- 2000年（平成12年）4月22日 - 徳島県立渦の道が開業する。
- 2002年（平成14年）
  - 4月1日 - 鳴門市観光情報センターが開館。
  - 7月21日 - 高松自動車道鳴門IC - 板野IC間が開通。神戸淡路鳴門自動車道と直結。
- 2003年（平成15年）5月 - 鳴門ウチノ海総合公園開園。
- 2004年（平成16年）
  - 2月20日 - ジャスコ鳴門店が閉店。市内から大手スーパーマーケットが姿を消す。
  - - ジャスコ鳴門店の居抜きで、キョーエイ鳴門駅前店が開店。
  - 8月 - 徳島県立鳴門第一高等学校野球部が第86回全国高等学校野球選手権大会に初出場。
- 2006年（平成18年）7月8日 - 道の駅第九の里が開駅。
- 2010年（平成22年）3月31日 - 徳島県立鳥居龍蔵記念博物館が徳島市に移転のため閉館。
- 2012年（平成24年）
  - 3月31日 - 鳴門市川崎小学校、徳島県立鳴門第一高等学校、鳴門市立鳴門工業高等学校、成徳高等学校が閉校。
  - 4月1日 - 徳島県立鳴門渦潮高等学校が開校。旧徳島県立鳥居龍蔵記念博物館が徳島県から移管。
- 2013年（平成25年）
  - 3月31日 - 徳島県立鳴門テクノスクールが閉校。財団法人鳴門地域地場産業振興センターが解散。鳴門地域地場産業振興センターが閉館。
  - 4月1日 - 健康保険鳴門病院が地方独立行政法人徳島県鳴門病院に変更。鳴門地域地場産業振興センターの居抜きで、鳴門市産業振興センターが開館。
- 2014年（平成26年）3月31日 - 鳴門市瀬戸幼稚園、鳴門市北灘東幼稚園が休園。鳴門市北灘中学校が閉校。
- 2015年（平成27年）
  - 3月14日 - 徳島自動車道鳴門JCT - 徳島IC開通。高松自動車道と直結。
  - 3月31日 - 鳴門市北灘西幼稚園が休園。鳴門市北灘東小学校と鳴門市北灘西小学校が休校。
  - 10月10日 - きたなだ海の駅が海の駅認定。
- 2017年（平成29年）
  - 4月1日 - 鳴門市役所里浦連絡所、鳴門連絡所、瀬戸連絡所、北灘連絡所、堀江連絡所が閉所。
  - 8月 - 徳島県立鳴門渦潮高等学校野球部が第99回全国高等学校野球選手権大会に現校名として初出場。
- 2018年（平成30年）
  - 3月31日 - 鳴門市鳴門東幼稚園が休園。鳴門市瀬戸小学校が休校。
  - 7月1日 - 鳴門駅前足湯（愛称：駅前足湯ふろいで～）と鳴門駅前バス停休憩所が開館。
  - 9月28日 - 鳴門市鳴門駅前観光案内所が開館。
- 2020年（令和2年）
  - 9月30日 - 鳴門市市民会館が閉館。
  - 11月13日 - 鳴門駅トイレが新築開館。
- 2022年（令和4年）
  - 3月31日 - 鳴門市堀江南幼稚園、鳴門市黒崎幼稚園、鳴門市里浦幼稚園、鳴門市大津西幼稚園が閉園。
  - 4月29日 - 道の駅くるくる なるとが開駅。
- 2024年（令和6年）
  - 3月31日 - 鳴門市鳴門東小学校が休校。
  - 5月7日 - 鳴門市役所本庁舎（3代目）が開庁。

## 人口
人口は約5万5千人であり、平成の大合併前までは徳島市に次いで2番目に多かったが、阿南市が周辺2町と合併したことから現在は3番目である。
| |                                        |  |
| 鳴門市と全国の年齢別人口分布（2005年） | 鳴門市の年齢・男女別人口分布（2005年） |  |
| ■紫色 ― 鳴門市 ■緑色 ― 日本全国 | ■青色 ― 男性 ■赤色 ― 女性              |  |
| 鳴門市（に相当する地域）の人口の推移 \| 1970年（昭和45年） \| 60,634人 \| \| \| 1975年（昭和50年） \| 61,959人 \| \| \| 1980年（昭和55年） \| 63,423人 \| \| \| 1985年（昭和60年） \| 64,329人 \| \| \| 1990年（平成2年） \| 64,575人 \| \| \| 1995年（平成7年） \| 64,923人 \| \| \| 2000年（平成12年） \| 64,620人 \| \| \| 2005年（平成17年） \| 63,200人 \| \| \| 2010年（平成22年） \| 61,513人 \| \| \| 2015年（平成27年） \| 59,101人 \| \| \| 2020年（令和2年） \| 54,622人 \| \| |                                        |  |
| 総務省統計局 国勢調査より |                                        |  |
| 1970年（昭和45年） | 60,634人                               |  |
| 1975年（昭和50年） | 61,959人                               |  |
| 1980年（昭和55年） | 63,423人                               |  |
| 1985年（昭和60年） | 64,329人                               |  |
| 1990年（平成2年） | 64,575人                               |  |
| 1995年（平成7年） | 64,923人                               |  |
| 2000年（平成12年） | 64,620人                               |  |
| 2005年（平成17年） | 63,200人                               |  |
| 2010年（平成22年） | 61,513人                               |  |
| 2015年（平成27年） | 59,101人                               |  |
| 2020年（令和2年） | 54,622人                               |  |

## 行政

### 市長
| 代 | 氏名       | 就任年月日             | 退任年月日            | 備考         |
| -- | ---------- | ---------------------- | --------------------- | ------------ |
| 初 | 近藤尚之   | 1947年（昭和22年）4月  | 1951年（昭和26年）4月 |              |
| 2  | 槇田献太郎 | 1951年（昭和26年）4月  | 1955年（昭和30年）5月 |              |
| 3  | 近藤尚之   | 1955年（昭和30年）5月  | 1959年（昭和34年）5月 |              |
| 4  | 谷光次     | 1959年（昭和34年）5月  | 1987年（昭和62年）4月 |              |
| 5  | 矢野茂文   | 1987年（昭和62年）4月  | 1995年（平成7年）4月  |              |
| 6  | 山本幸男   | 1995年（平成7年）4月   | 1999年（平成11年）4月 |              |
| 7  | 亀井俊明   | 1999年（平成11年）4月  | 2007年（平成19年）4月 |              |
| 8  | 吉田忠志   | 2007年（平成19年）4月  | 2009年（平成21年）8月 | 在職中に死去 |
| 9  | 泉理彦     | 2009年（平成21年）10月 | 現職 (四期目)         |              |

### 紋章
- 1947年11月7日に制定された[4]。
  - 鳴門の渦潮をイメージし、限りない躍進と発展、円満を表す。

## 議会

### 市議会
定数22人

### 衆議院
- 選挙区：徳島2区（鳴門市、吉野川市、阿波市、美馬市、三好市、板野郡、美馬郡、三好郡）
- 任期：2021年10月31日 - 2025年10月30日
- 投票日：2021年10月31日
- 当日有権者数：260,655人
- 投票率：50.99％

| 当落 | 候補者名   | 年齢 | 所属党派   | 新旧別 | 得票数   | 重複 |
| ---- | ---------- | ---- | ---------- | ------ | -------- | ---- |
| 当   | 山口俊一   | 71   | 自由民主党 | 前     | 76,879票 | ○    |
|      | 中野真由美 | 50   | 立憲民主党 | 新     | 43,473票 | ○    |
|      | 久保孝之   | 58   | 日本共産党 | 新     | 8,851票  |      |

## 経済

### 産業
- かつては塩業が盛んであり、それを生かした資料館の構想も進んでいる。又、現在、市内には大塚製薬グループや鳴門塩業などが立地している。漁業も盛んで、ハマチやわかめの養殖の他にも、紀伊水道、瀬戸内海に好漁場がある。

### 特産品
- 農産物
  - 鳴門金時
  - レンコン
  - 鳴門らっきょ
  - 梨
- 海産物
  - 鳴門鯛
  - 鳴門わかめ

### 伝統工芸
- 大谷焼

### 市内に本社・本部・事業所を置く主要企業
- 大塚製薬工場（医薬品、工業製品、食品製造販売）
- 鳴門塩業（塩）
- ナンカイテクナート（壁紙）
- 大塚化学（化学薬品）
- 大塚包装工業（包装企画、紙器）
- 富田製薬（医薬品）
- 丸久（衣料品）
- 日亜化学工業N工場（元JT徳島工場）
- さとの雪食品（食品製造販売）
- 大塚テクノ（プラスチック製品）
- 馬居化成工業（化学薬品）
- OATアグリオ（農薬、肥料）
- 銀行については、県内に本店を置く阿波銀行・徳島大正銀行ともに市内に複数店舗を持つほか、四国銀行・百十四銀行・香川銀行が鳴門支店を置いている[注釈 1]。

## 姉妹都市・提携都市

### 国内
提携都市
- 桐生市（群馬県）
1980年(昭和55年)9月18日親善都市提携
- 常滑市（愛知県）
1997年(平成9年)3月27日災害時相互応援協定締結
- 会津若松市（福島県）
1999年(平成11年)10月30日親善交流都市提携
- 宮古島市（沖縄県）
2003年(平成15年)旧上野村と親善交流意向書締結、2005年10月1日の市町村合併時に継承

### 海外
姉妹都市
- リューネブルク市（ドイツ連邦共和国）
1974年(昭和49年)4月18日 姉妹都市提携 - 板東俘虜収容所の元ドイツ兵が帰国後「坂東を偲ぶ会」を結成したことをきっかけに[8]。
- 青島市（中華人民共和国）
1999年(平成11年) 友好交流意向書締結
- 張家界市（中華人民共和国）
2011年(平成23年) 友好都市提携
- ナラヤンガンジ市（バングラデシュ）
2023年(令和5年) 友好都市提携締結

## 地域

### 町名一覧
- 大麻町池谷
- 大麻町牛屋島
- 大麻町大谷
- 大麻町川崎
- 大麻町高畑
- 大麻町津慈
- 大麻町中馬詰
- 大麻町西馬詰
- 大麻町萩原
- 大麻町板東
- 大麻町東馬詰
- 大麻町檜
- 大麻町姫田
- 大麻町松村
- 大麻町三俣

- 大津町大代
- 大津町木津野
- 大津町大幸
- 大津町段関
- 大津町徳長
- 大津町長江
- 大津町備前島
- 大津町矢倉
- 大津町吉永
- 北灘町粟田
- 北灘町大浦
- 北灘町大須
- 北灘町折野
- 北灘町櫛木
- 北灘町碁浦
- 北灘町宿毛谷
- 北灘町鳥ケ丸

- 里浦町粟津
- 里浦町里浦
- 瀬戸町明神
- 瀬戸町北泊
- 瀬戸町大島田
- 瀬戸町中島田
- 瀬戸町小島田
- 瀬戸町堂浦
- 瀬戸町湊谷
- 瀬戸町撫佐
- 瀬戸町室
- 鳴門町高島
- 鳴門町土佐泊浦
- 鳴門町三ツ石

- 撫養町大桑島
- 撫養町小桑島
- 撫養町岡崎
- 撫養町木津
- 撫養町黒崎
- 撫養町斎田
- 撫養町立岩
- 撫養町林崎
- 撫養町弁財天
- 撫養町南浜
- 撫養町北浜

## 教育

### 幼稚園
| - 鳴門市第一幼稚園 - 鳴門市撫養幼稚園 - 鳴門市精華幼稚園 - 鳴門市桑島幼稚園 - 鳴門市黒崎幼稚園 - 鳴門市里浦幼稚園 - 鳴門市成稔幼稚園 - 鳴門市明神幼稚園 - 鳴門市瀬戸幼稚園 - 鳴門市島田幼稚園 | - 鳴門市鳴門東幼稚園 - 鳴門市大津西幼稚園 - 鳴門市北灘西幼稚園 - 鳴門市北灘東幼稚園 - 鳴門市堀江北幼稚園 - 鳴門市堀江南幼稚園 - 鳴門市板東幼稚園 - 学校法人 暁の星学園 聖母幼稚園 |

### 小学校
| - 鳴門市第一小学校 - 鳴門市鳴門西小学校 - 鳴門市鳴門東小学校 （休校） - 鳴門市堀江北小学校 - 鳴門市堀江南小学校 - 鳴門市北灘西小学校 （休校） - 鳴門市北灘東小学校 （休校） - 鳴門市大津西小学校 - 鳴門市川崎小学校 （休校） | - 鳴門市明神小学校 - 鳴門市島田小学校 （休校） - 鳴門市瀬戸小学校 （休校） - 鳴門市板東小学校 - 鳴門市撫養小学校 - 鳴門市黒崎小学校 - 鳴門市林崎小学校 - 鳴門市桑島小学校 - 鳴門市里浦小学校 |

### 中学校
- 鳴門市鳴門中学校
- 鳴門市第一中学校
- 鳴門市第二中学校
- 鳴門市大麻中学校
- 鳴門市北灘中学校 （休校）
- 鳴門市瀬戸中学校

### 高等学校
- 徳島県立鳴門高等学校
- 徳島県立鳴門渦潮高等学校

### 専門学校
- 健康保険鳴門看護専門学校
- 南海病院附属准看護学院
- 鳴門ドレメファッションビジネス専門学校

### 大学

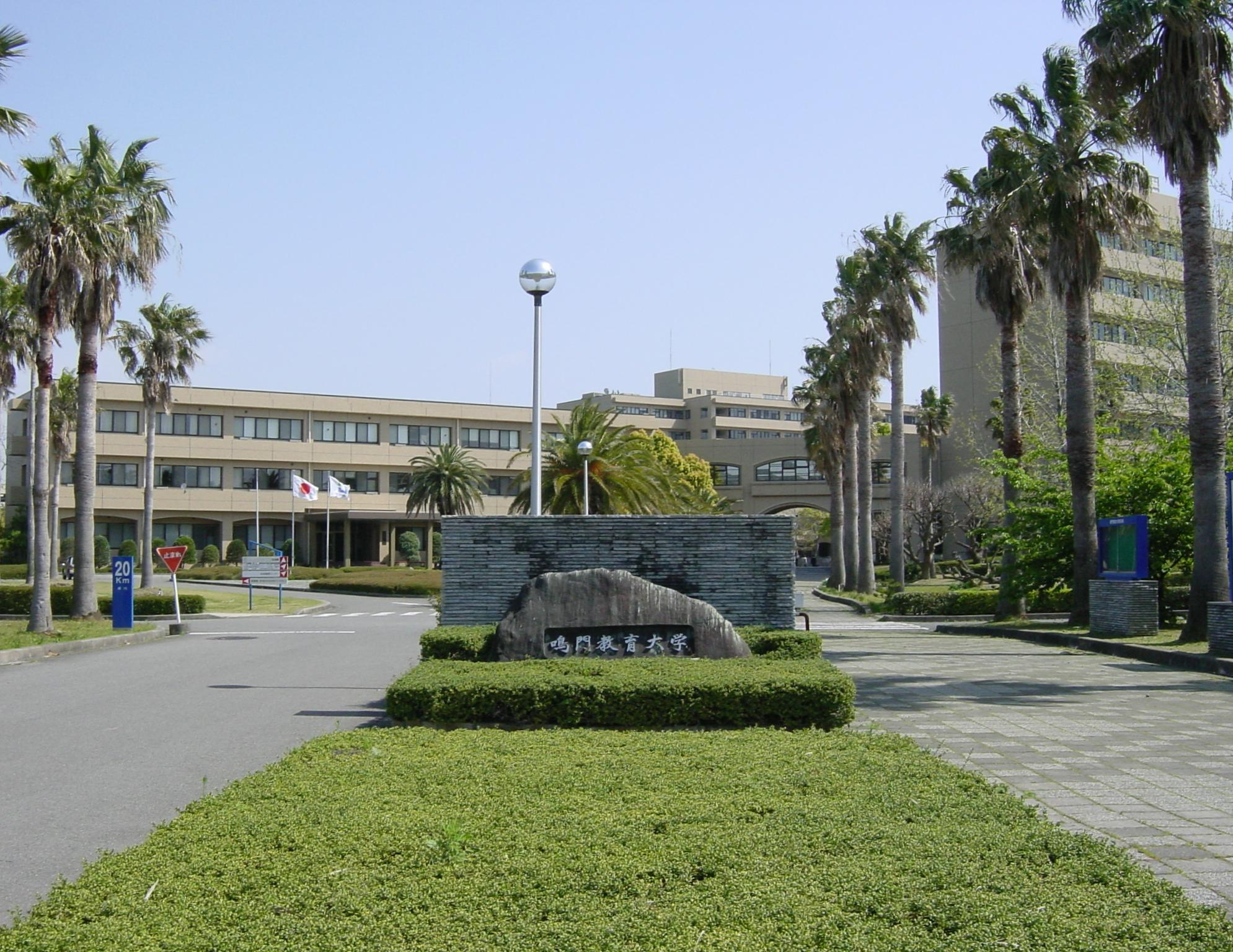
鳴門教育大学

- 鳴門教育大学

### 児童福祉施設
- 徳島県立徳島学院

### 郵便
集配を担当する郵便局は、以下の3局である（局名の後に記述している数字は郵便番号）。このほか、集配を担当しない郵便局が10箇所、簡易郵便局が4箇所置かれている。
- 鳴門郵便局 : 772-00xx・771-03xx
- 板東郵便局 : 779-02xx
- 堀江郵便局 : 779-03xx

## 交通

### 鉄道
四国旅客鉄道（JR四国）
- 高徳線
  - 板東駅 - 池谷駅
- 鳴門線（全線市内）

鳴門駅

  - 池谷駅 - 阿波大谷駅 - 立道駅 - 教会前駅 - 金比羅前駅 - 撫養駅 - 鳴門駅
- 中心となる駅：鳴門駅

### バス

#### 一般路線バス
- 徳島バス
- 鳴門市地域バス（鳴門第一タクシー）
- 淡路交通（淡路・徳島線、高速道路を経由するが一般路線バス扱い）

かつては鳴門市営バスが市内を運行していたが、2013年4月1日に廃止され、廃止時の残存路線は徳島バスに譲渡された。

#### 高速バス路線
- 徳島バスグループ路線
  - 高松線（共同運行：大川バス）
  - 広島線（共同運行：広交観光バス）
  - 岡山線（共同運行：両備バス）

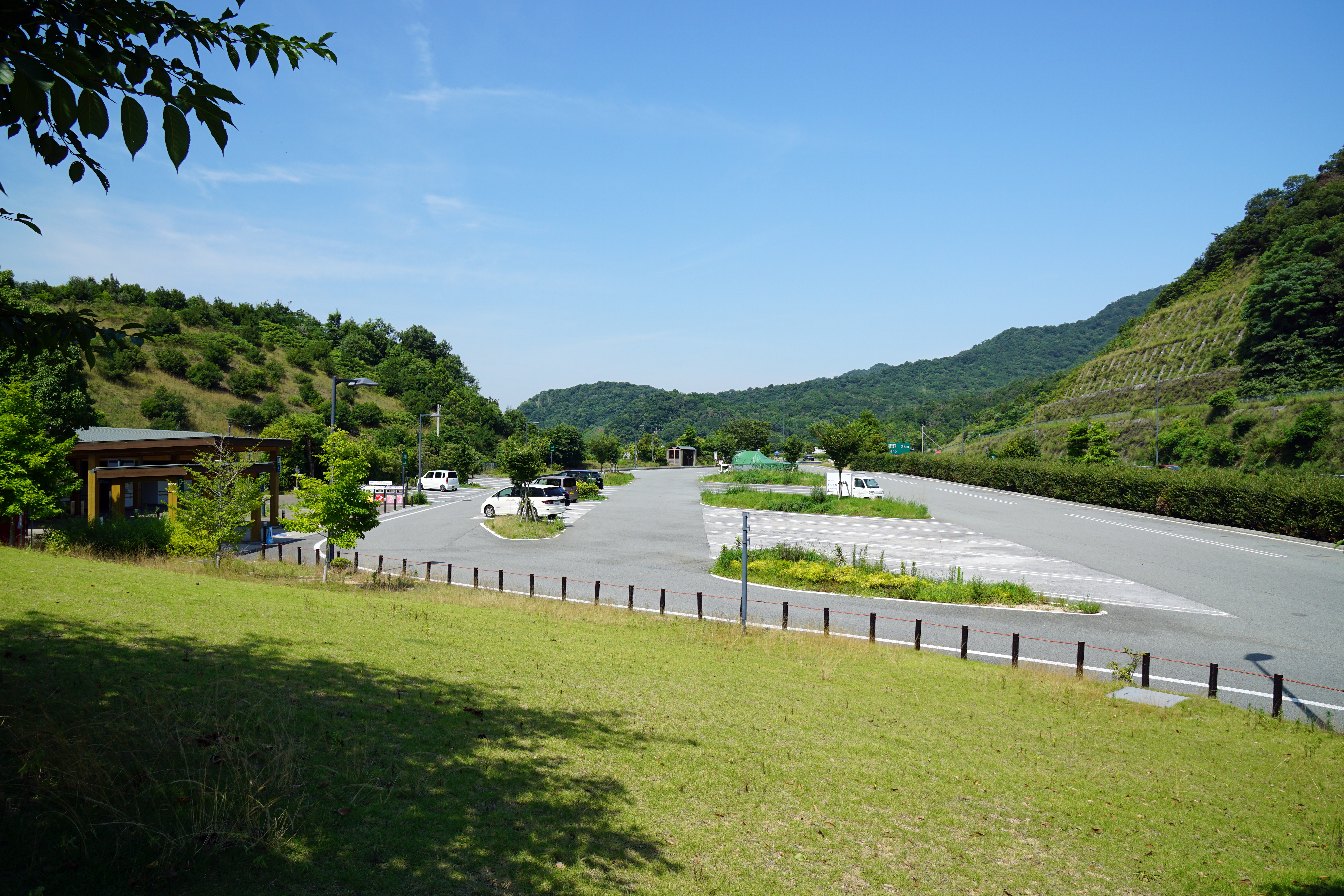
鳴門西パーキングエリア

  - 大阪線（共同運行：阪急バス、阪神バス、南海バス）
  - 枚方線（共同運行：京阪バス）
  - 関空線（共同運行：南海バス、関西空港交通、本四海峡バス）
  - 三宮線（共同運行：神姫バス、山陽バス、阪神バス）
  - 名古屋線【昼・夜行、季節運行】（共同運行：名鉄バス）
  - 東京線【夜行】（共同運行：羽田京急バス）
- ジェイアール四国バスグループ路線
  - 阿波エクスプレス大阪号（共同運行：西日本ジェイアールバス、本四海峡バス）
  - 阿波エクスプレス神戸号（共同運行：西日本ジェイアールバス、本四海峡バス）
- 徳島バス、ジェイアール四国バス共同運行路線
  - 京都線（共同運行：京阪バス、西日本ジェイアールバス、本四海峡バス）
- 四国交通の路線
  - しこくさぶろうエディ大阪号（共同運行：阪急バス）
  - しこくさぶろうエディ神戸号（共同運行：神姫バス、山陽バス）
- 四国高速バスの路線
  - さぬきエクスプレス京都号（共同運行：京阪バス、西日本ジェイアールバス、ジェイアール四国バス）
  - さぬきエクスプレス大阪号（共同運行：阪急バス、西日本ジェイアールバス、ジェイアール四国バス）
  - さぬきエクスプレス神戸号（共同運行：神姫バス、西日本ジェイアールバス、ジェイアール四国バス）
  - 関西空港リムジンバス（共同運行：南海バス、関西空港交通、ジェイアール四国バス）
  - さぬきエクスプレス名古屋号【昼・夜行】（共同運行：名鉄バス）
- その他の路線
  - たかなんフットバス（共同運行：高松エクスプレス、南海バス）
  - 神戸フットバス（高松エクスプレス単独運行）
- コトバスエクスプレス博多行、 四日市・名古屋行、新宿駅・東京駅・東京ディズニーリゾート行（琴平バス、鳴門インター北口に隣接する「コトバスステーション鳴門インター」への停車）
- 岸和田観光バス

#### 高速バス停留所
- 鳴門公園口バスストップ（徳島方面のみに設置）
- 大毛島バスストップ（上りは運用休止中）
- 高速鳴門バスストップ
- 鳴門西バスストップ

### 道路

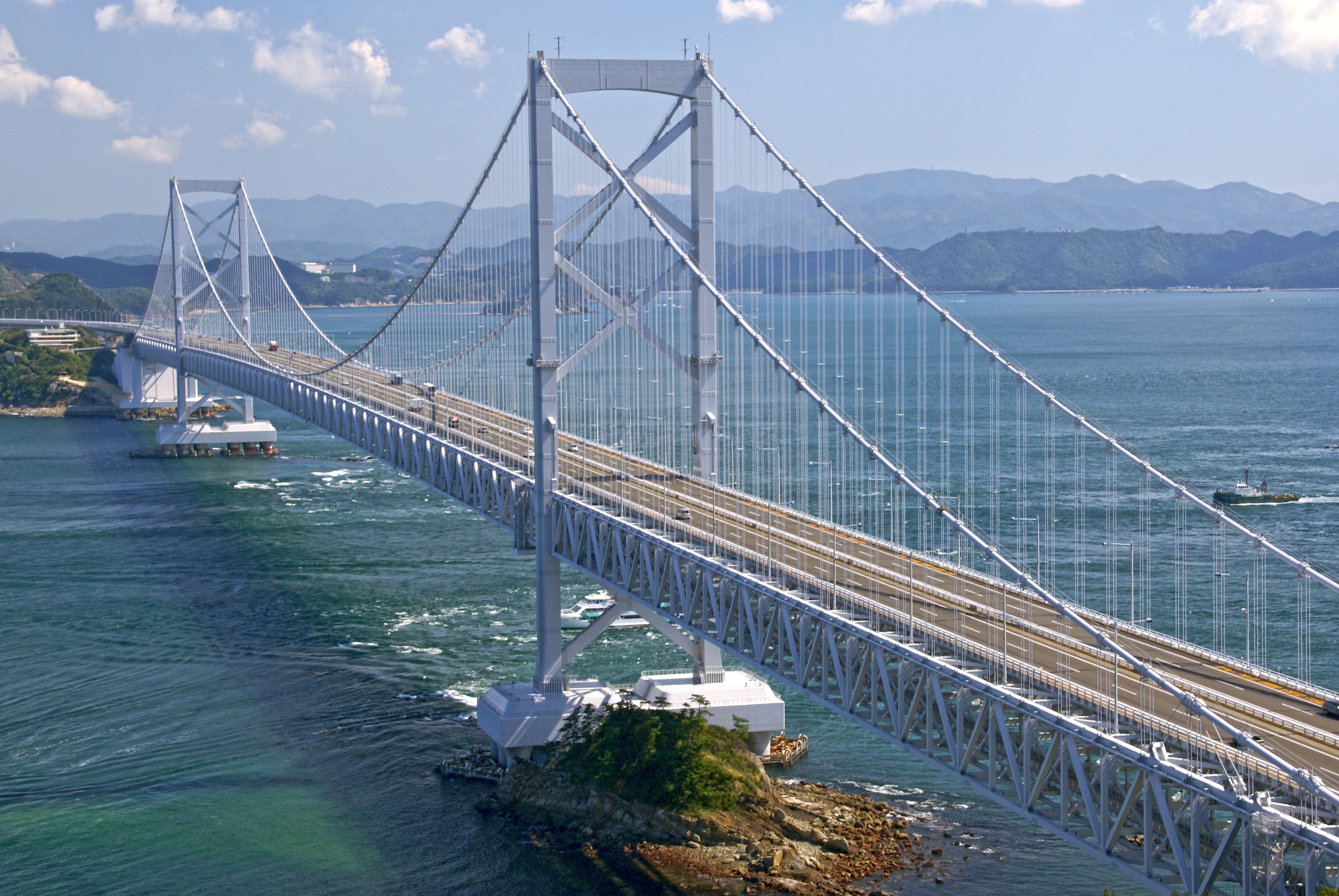
大鳴門橋（神戸淡路鳴門自動車道）

#### 高速道路・有料道路
市内にあるインターチェンジ
- 高松自動車道・神戸淡路鳴門自動車道鳴門インターチェンジ
- 神戸淡路鳴門自動車道鳴門北インターチェンジ

#### 一般国道
- 国道11号
- 国道28号
- （国道377号：市内は全線国道11号と重複）

#### 県道
主要地方道のみ記載
- 徳島県道1号徳島引田線
- 徳島県道11号鳴門公園線
- 徳島県道12号鳴門池田線
- 徳島県道39号徳島鳴門線
- 徳島県道41号徳島北灘線
- 徳島県道42号瀬戸撫養線

### 船舶
- 鳴門市営渡船 - 市が運営し、運航は民間に委託している運賃無料の渡船が3航路運航されている。いずれも小鳴門海峡上を運航し、四国本土と各島を結んでいる[9]。
  - 岡崎渡船	（大毛島・土佐泊浦 - 岡崎）小鳴門渡船に委託
  - 黒崎渡船 （高島 - 黒崎）小鳴門渡船に委託
  - 島田渡船	（島田島・小島田 - 堂浦）島田渡船に委託
- 撫養港（地方港湾）
  - 県外などとの有料の航路は運航されていない。

## 観光

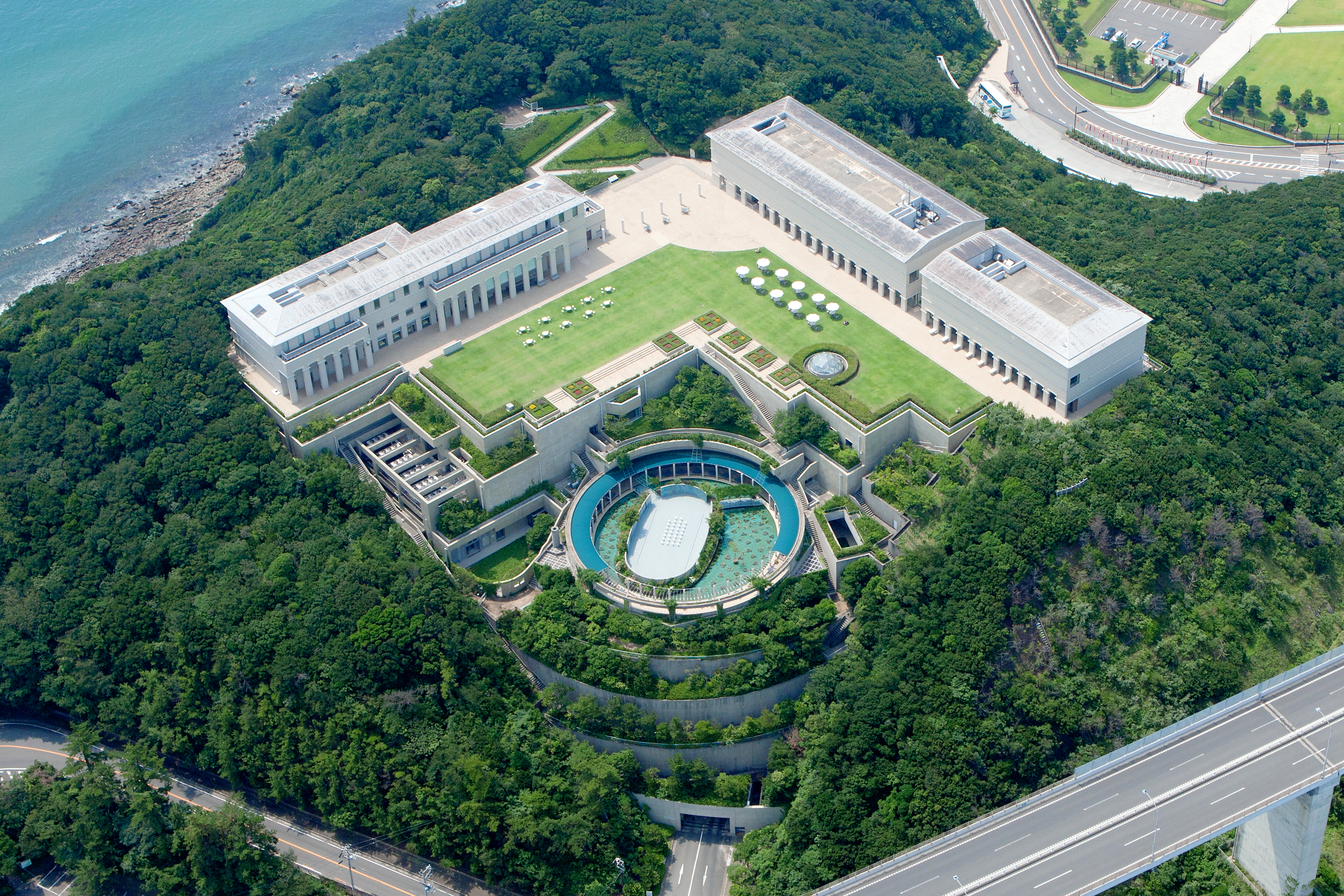
大塚国際美術館

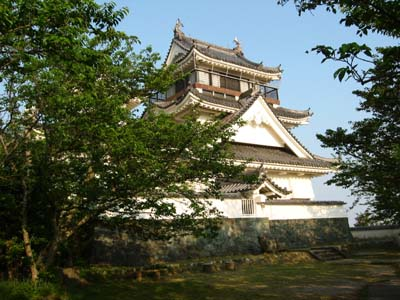
妙見山公園内の旧鳥居記念博物館

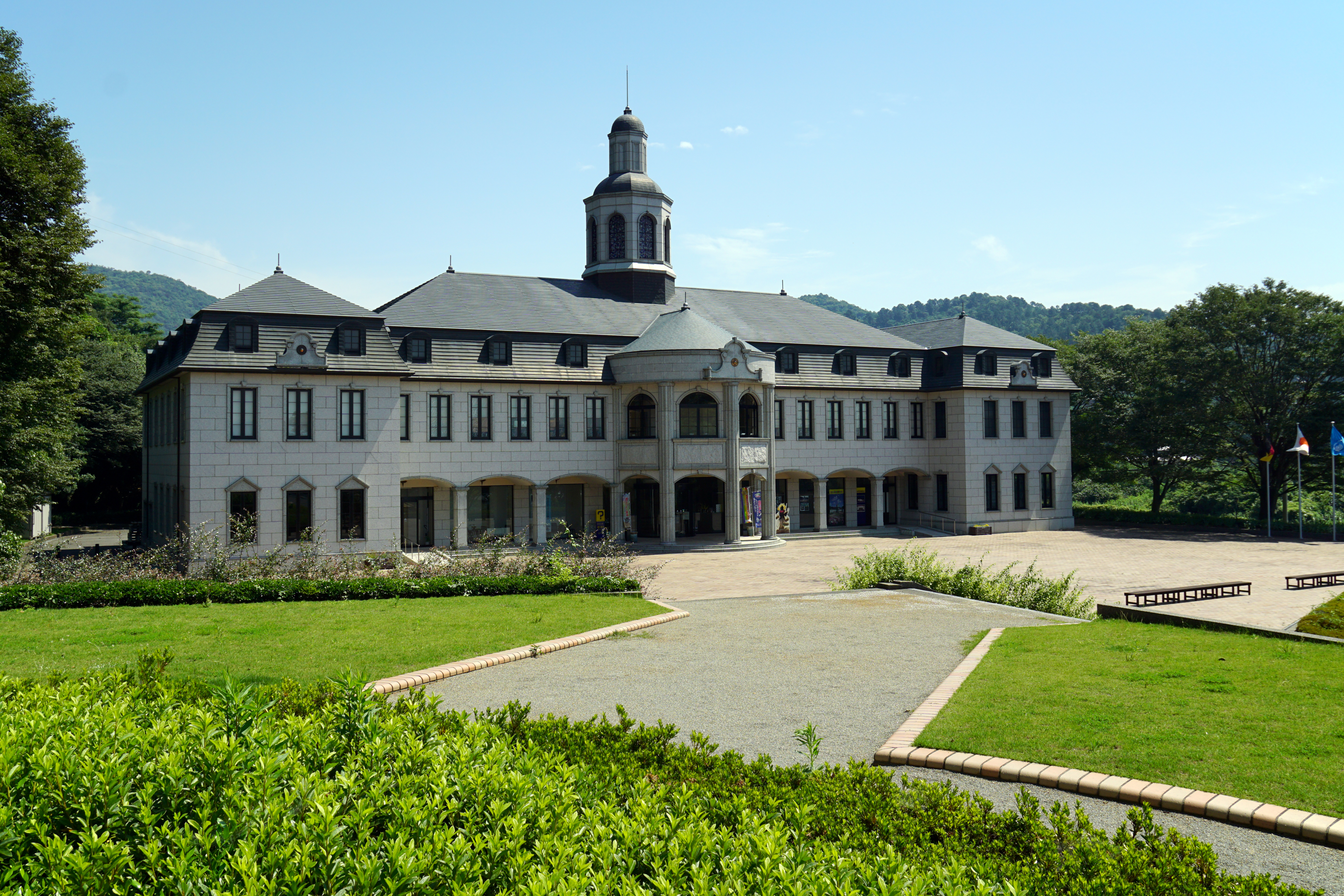
鳴門市ドイツ館

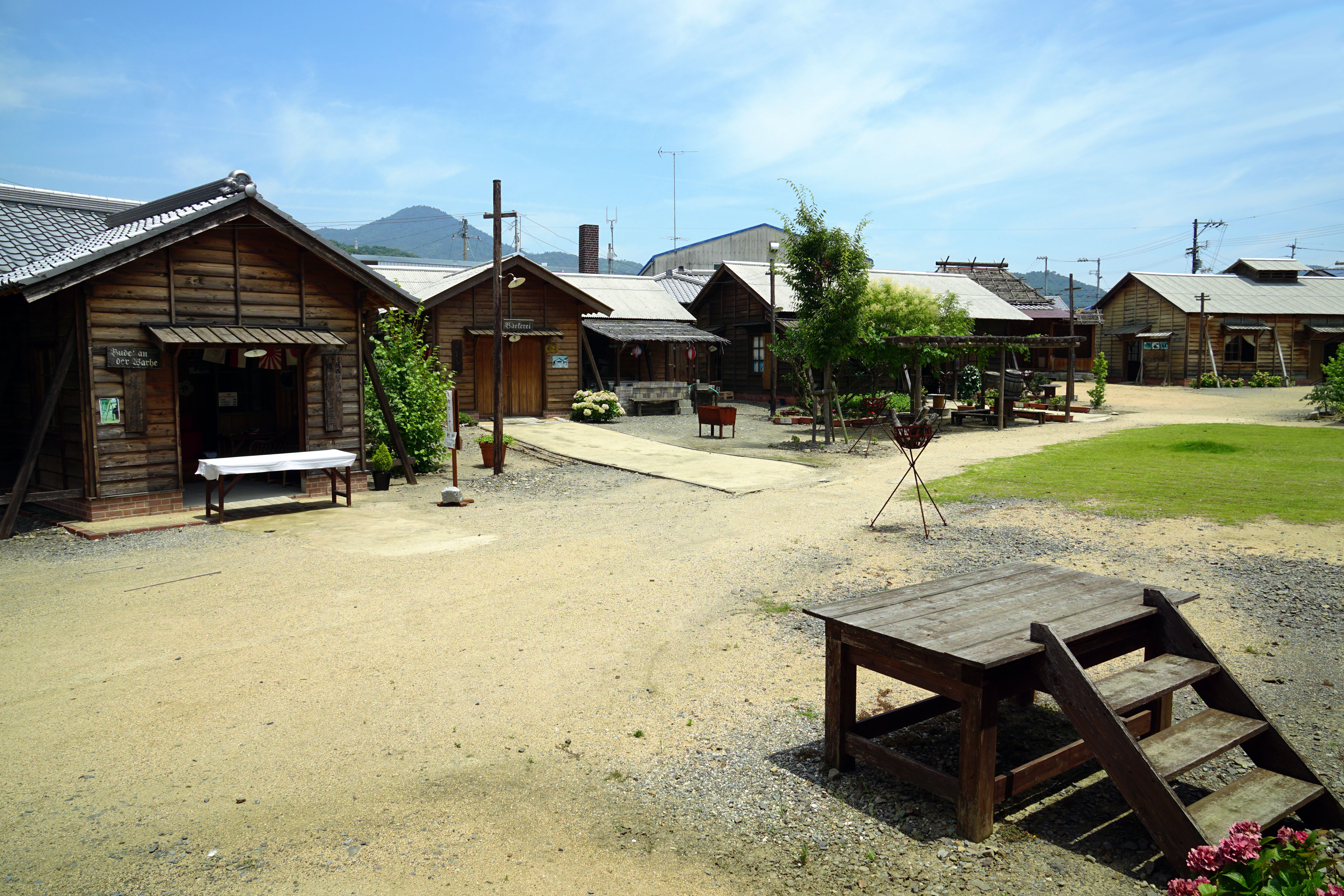
阿波大正浪漫 バルトの庭

鳴門は以前から四国を代表する観光地であったが、明石海峡大橋の開通後は神戸から50分程度、大阪からでも80分程度の所要時間の場所となった事から京阪神の近場の観光地として注目されている。
観光スポットでは鳴門公園周辺の「徳島県立渦の道」や「大塚国際美術館」の人気が高く、宿泊施設では大毛島の海岸沿いに立地するリゾートホテルの人気が高い。

### 公園
- 鳴門公園
  - 観潮船
  - 徳島県立渦の道
  - エスカヒル鳴門
  - 徳島県立大鳴門橋架橋記念館エディ
  - 大塚国際美術館
- UZU PARK
- 鳴門塩田公園
  - 福永家住宅 - 国の重要文化財
- 妙見山公園
  - 妙見山ドライブウェイ
  - 鳴門ガレの森美術館
- ドイツ村公園 - 日本の歴史公園100選に選定
- うずしおふれあい公園
- 撫養川親水公園
- 鳴門中央公園

### 名所
- 鳴門スカイライン
- うずしおロマンチック海道
- 鳴門競艇場
- 鳴門市ドイツ館
- 鳴門市賀川豊彦記念館
- 阿波大正浪漫 バルトの庭
- 鳴門市文化会館 - 公共建築百選に選定
- 鳴門市勤労青少年ホーム
- 大谷焼の里
- JF北灘さかな市
- カリフォルニアテーブル - 四国八十八景2番に選定

### 社寺・史跡
- 大麻比古神社 - 阿波国一宮
- 宇志比古神社 - 本殿が国の重要文化財
- 宇佐八幡神社
- 金刀比羅神社
- 葛城神社
- 阿波神社
- 妙見神社
- 十二神社
- 人丸神社
- 新羅神社
- 塩竃神社
- 事代主神社
- 岩崎神社
- 市杵島姫神社 - 撫養町弁財天
- 市杵島姫神社 - 撫養町南浜
- 桑島八幡神社
- 恵比須神社
- 霊山寺 - 四国八十八ヶ所霊場第1番札所
- 極楽寺 - 四国八十八ヶ所霊場第2番札所
- 東林院 - 新四国曼荼羅霊場第1番札所
- 長谷寺 - 新四国曼荼羅霊場第2番札所
- 潮明寺 - 新四国曼荼羅霊場第4番札所
- 長寿寺 - 新四国曼荼羅霊場第5番札所
- 天理教撫養大教会
- 撫養城
- 土佐泊城
- 木津城

### 祭事
- 鳴門市納涼花火大会（8月7日）
  - 県下で最大級の花火大会。
- 鳴門市阿波おどり大会（8月9日 - 11日）
  - 県内で一番早く、唯一徳島市より先に行われる。
- 鳴門渦まつり（8月上旬）
- 大谷焼窯まつり（11月第2土曜・日曜日）

### スポーツ
- 徳島ヴォルティス（ホーム：ポカリスエットスタジアム）
- 徳島インディゴソックス（かつてオロナミンC球場が本拠地だった。現在はアグリあなんスタジアムが本拠地となっているが、オロナミンC球場でも試合が行われる。）

### 食文化
- 鳴門うどん
- 鯛めし
- 中華そば
- 地酒「鳴門鯛」

## 著名な出身者

### 実業家・学者
- 大塚武三郎（実業家、大塚製薬創業者）
- 大塚正士（実業家、大塚グループ元総帥）
- 手塚昌利（実業家、元阪神タイガースオーナー）
- 大島俊之（民法学者、九州国際大学教授）
- 鳥養利三郎（電気工学者、元京都大学総長）
- 浜六郎（医師、医薬ビジランスセンター理事長）

### 文化人
- おおえまさのり（作家・思想家）
- 4代目大江巳之助（人形製作者）
- 賀川豊彦（作家・社会運動家）
- 田村栄一郎（陶芸家）
- 土居一洋（環境運動家）
- 福居伸宏（写真家）

### スポーツ
- 石上泰輝（プロ野球選手、横浜DeNAベイスターズ内野手）
- 市橋有里（女子陸上選手）
- 土居義典（元プロサッカー選手）
- 弘山晴美（女子陸上選手）
- 河野竜生（プロ野球選手、北海道日本ハムファイターズ投手）
- 里崎智也（元プロ野球選手、千葉ロッテマリーンズ捕手）
- 潮崎哲也（元プロ野球選手、西武ライオンズ投手）
- 秦真司（元プロ野球選手、ヤクルトスワローズ他捕手・外野手）
- 板東英二（元プロ野球選手、中日ドラゴンズ投手、鳴門市育ち）
- 板東里視（元プロ野球選手、近鉄バファローズ投手）
- 板東湧梧（プロ野球選手、福岡ソフトバンクホークス投手）
- 藤田一也（元プロ野球選手、横浜DeNAベイスターズ内野手）
- 美間優槻（元プロ野球選手、福岡ソフトバンクホークス内野手）
- 魔苦・怒鳴門（プロレスラー）
- 渡辺亮（元プロ野球選手、阪神タイガース投手）

### 報道・芸能
- 荒瀬詩織（フジテレビ元アナウンサー）
- Kaya（歌手）
- 黒瀬真奈美（タレント・歌手）
- 谷川清美（女優）
- 板東英二（タレント、元プロ野球選手）
- 山田隆子（四国放送元アナウンサー）
- 山本大介（漫才師）
- 豊成春子(四国放送アナウンサー)

### 鳴門市が舞台の作品
- 映画
  - バルトの楽園（2006年）
  - 阿波DANCE（2007年）
- テレビドラマ
  - 温泉 (秘) 大作戦8（朝日放送・テレビ朝日ドラマ土曜ワイド劇場、2009年）- ルネッサンス リゾート ナルトをロケ地としている。
  - さすらい署長 風間昭平12（テレビ東京・BSジャパンドラマ水曜ミステリー9、2015年）- 大谷焼窯元森陶器、本州四国連絡高速道路大鳴門橋、うずしお汽船観潮船うずしおをロケ地としている。
  - メンズ校 （2020年）島田島、スカイラインをロケ地としている。なにわ男子初主演ドラマ